# Црни Врх (Медвеђа)
Црни Врх је насеље у Србији у општини Медвеђа у Јабланичком округу. Према попису из 2022. био је 61 становник.
Овде се налази Запис Арсића споменик (Црни Врх).

## Демографија
У насељу Црни Врх живи 113 пунолетних становника, а просечна старост становништва износи 45,0 година (41,5 код мушкараца и 49,2 код жена). У насељу има 51 домаћинство, а просечан број чланова по домаћинству је 2,76.
Ово насеље је великим делом насељено Србима (према попису из 2002. године), а у последња три пописа, примећен је пад у броју становника.
|  |

| Демографија | Демографија | Демографија |
| Година      | Становника  | Становника  |
| ----------- | ----------- | ----------- |
| 1948.       | 426         |             |
| 1953.       | 455         |             |
| 1961.       | 423         |             |
| 1971.       | 328         |             |
| 1981.       | 312         |             |
| 1991.       | 167         | 167         |
| 2002.       | 141         | 142         |
| 2011.       | 86          |             |
| 2022.       | 61          |             |

| Етнички састав према попису из 2002.‍ | Етнички састав према попису из 2002.‍ | Етнички састав према попису из 2002.‍ | Етнички састав према попису из 2002.‍ | Етнички састав према попису из 2002.‍ |
| ------------------------------------ | ------------------------------------ | ------------------------------------ | ------------------------------------ | ------------------------------------ |
|                                      |                                      |                                      |                                      |                                      |
| Срби                                 | Срби                                 |                                      | 137                                  | 97,16%                               |
| непознато                            | непознато                            |                                      | 4                                    | 2,83%                                |

| Година пописа     | 1948. | 1953. | 1961. | 1971. | 1981. | 1991. | 2002. |
| ----------------- | ----- | ----- | ----- | ----- | ----- | ----- | ----- |
| Број домаћинстава | 68    | 74    | 76    | 81    | 69    | 58    | 51    |

| Број чланова      | 1  | 2  | 3 | 4 | 5 | 6 | 7 | 8 | 9 | 10 и више | Просек |
| ----------------- | -- | -- | - | - | - | - | - | - | - | --------- | ------ |
| Број домаћинстава | 15 | 15 | 6 | 4 | 5 | 5 | 1 | 0 | 0 | 0         | 2,76   |

| Пол    | Укупно | Неожењен/Неудата | Ожењен/Удата | Удовац/Удовица | Разведен/Разведена | Непознато |
| ------ | ------ | ---------------- | ------------ | -------------- | ------------------ | --------- |
| Мушки  | 64     | 22               | 31           | 6              | 1                  | 4         |
| Женски | 55     | 7                | 29           | 18             | 1                  | 0         |
| УКУПНО | 119    | 29               | 60           | 24             | 2                  | 4         |

| Пол    | Укупно                    | Пољопривреда, лов и шумарство | Рибарство                            | Вађење руде и камена | Прерађивачка индустрија       |
| ------ | ------------------------- | ----------------------------- | ------------------------------------ | -------------------- | ----------------------------- |
| Мушки  | 27                        | 9                             | 0                                    | 2                    | 3                             |
| Женски | 18                        | 11                            | 0                                    | 0                    | 2                             |
| УКУПНО | 45                        | 20                            | 0                                    | 2                    | 5                             |
| Пол    | Производња и снабдевање   | Грађевинарство                | Трговина                             | Хотели и ресторани   | Саобраћај, складиштење и везе |
| Мушки  | 0                         | 1                             | 1                                    | 0                    | 0                             |
| Женски | 0                         | 0                             | 0                                    | 0                    | 0                             |
| УКУПНО | 0                         | 1                             | 1                                    | 0                    | 0                             |
| Пол    | Финансијско посредовање   | Некретнине                    | Државна управа и одбрана             | Образовање           | Здравствени и социјални рад   |
| Мушки  | 0                         | 0                             | 1                                    | 1                    | 0                             |
| Женски | 0                         | 0                             | 1                                    | 0                    | 0                             |
| УКУПНО | 0                         | 0                             | 2                                    | 1                    | 0                             |
| Пол    | Остале услужне активности | Приватна домаћинства          | Екстериторијалне организације и тела | Непознато            | Непознато                     |
| Мушки  | 1                         | 0                             | 0                                    | 8                    | 8                             |
| Женски | 1                         | 0                             | 0                                    | 3                    | 3                             |
| УКУПНО | 2                         | 0                             | 0                                    | 11                   | 11                            |